# Friedrich Ludwig Effinger

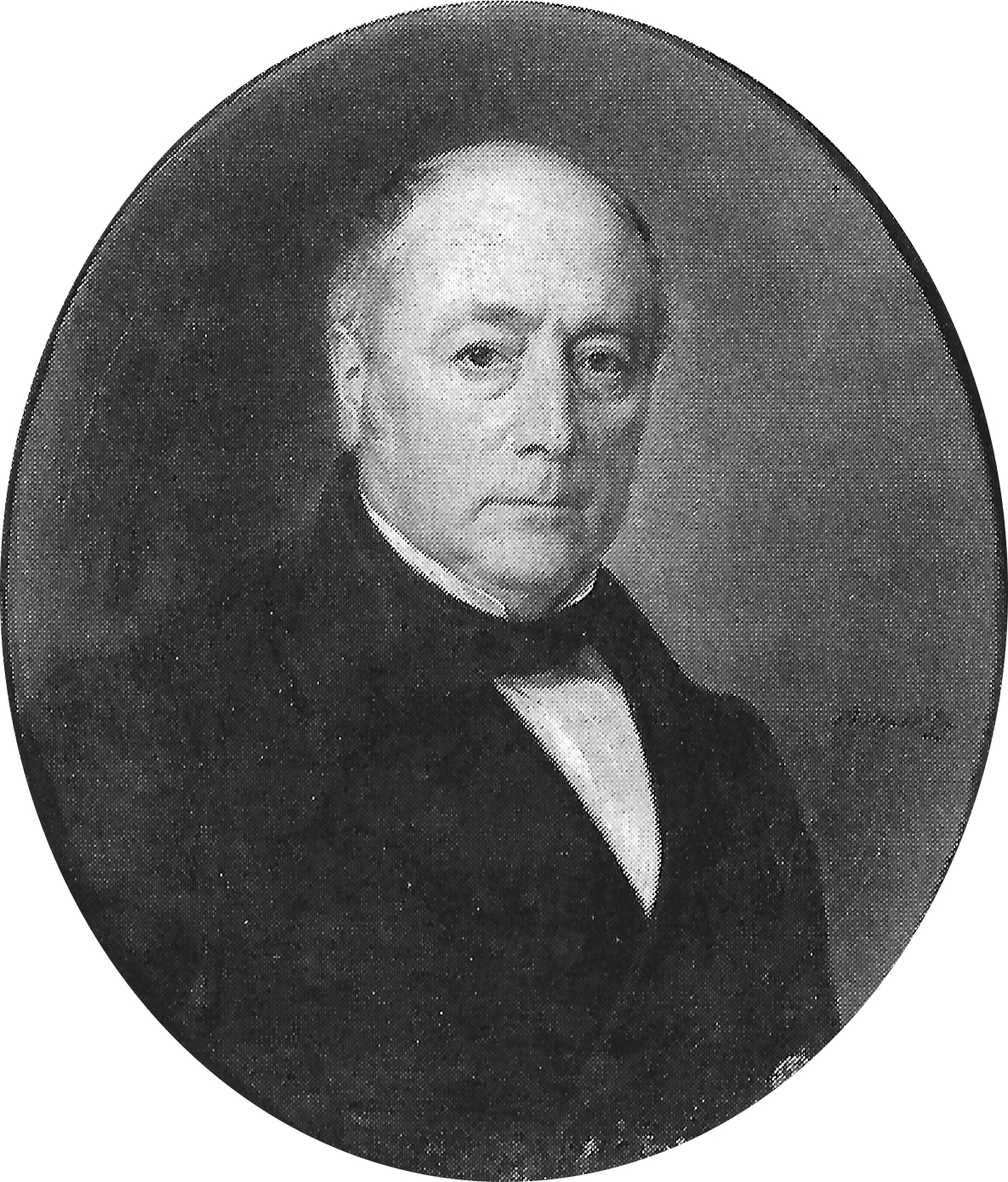
Friedrich Ludwig Effinger, Bildnis von Johann Friedrich Dietler

Friedrich Ludwig Effinger (* 29. August 1795 vermutlich in Bern; † 17. März 1867 in Bern, heimatberechtigt in Bern) war ein Schweizer Politiker.

## Leben
Nach einem Studium der Jurisprudenz an der Universität Bern, der Universität Göttingen und der Universität Berlin trat er 1820 in den bernischen Staatsdienst ein, war 1824 bis 1831 Mitglied des Grossen Rates, 1825 bis 1829 Erster Geheimratsschreiber und 1829 Oberamtmann in Burgdorf. Nach der Regeneration verzichtete er 1831 auf die erneute Wahl in den Grossen Rat und wandte sich der städtischen Politik in Bern zu. Er wurde Mitglied des Grossen Stadtrates (Legislative), 1832 Vizepräsident der Einwohnergemeinde und 1833 Präsident der Finanzkommission der in jenem Jahr gegründeten Burgergemeinde Bern. 1849 bis 1863 wirkte er als Berner Gemeindepräsident, bekleidete also ein Amt, das demjenigen eines Bürgermeisters entspricht und seit 1871 die Bezeichnung «Stadtpräsident» trägt.
Unter Effinger wurden der Christoffelturm abgebrochen sowie der Westflügel des Bundeshauses und der Vorgängerbau des Bahnhofs errichtet. 1850 bis 1858 war Effinger wieder Mitglied des Grossen Rates.
Friedrich Ludwig Effinger erbte von seiner Mutter Rosina Elisabeth geborene von Ryhiner die Sammlung Ryhiner, die er schliesslich der Stadt- und Hochschulbibliothek Bern vermachte.